# Městský dům čp. 10 (Vidnava)
Městský dům č. p. 10 je nárožní dům ulice Radniční a náměstí Míru v sousedství domu č. p. 11 ve Vidnavě v okrese Jeseník. Byl zapsán do seznamu kulturních památek ČR před rokem 1988 a je součástí městské památkové zóny Vidnava.

## Historie
Významný urbanistický rozvoj města probíhal na přelomu 15. a 16. století; vyvrcholil v roce 1551 výstavbou renesanční radnice. Další vliv na renesanční přestavbu města měl požár v roce 1574. V období třicetileté války město v roce 1632 vyhořelo a znovu se obnovovalo. Další přestavby v podobě dolnoslezského baroka přišly po požáru části města v roce 1713. Rozvoj plátenictví znamenal rozvoj výstavby po skončení sedmileté války. V třicátých letech 19. století byla zbourána převážná část hradeb i obě městské brány. Podle mapy stabilního katastru lze zaznamenat růst města jehož vrcholem je rok 1850, kdy se sídlem soudního okresu stal Jeseník. Ve Vidnavě pak byly nejvýznamnějšími stavbami nová radnice (1867), gymnázium (1871), škola (1887) s kaplí (1898) a filiálním domem (1914) boromejek, kostel svatého Františka z Assisi (1897) nebo stavba železnice (1897). V období první republiky začala Vidnava upadat. V druhé polovině 20. století byla řada cenných měšťanských domů zbořena nebo zcela přestavěna. Na místo nich byly postaveny panelové domy. V roce 1992 bylo po vyhlášení památkové zóny městské historické jádro konsolidováno.
Mezi domy památkové zóny patří nárožní dům na náměstí Míru a Radniční ulici čp. 10, který byl postaven v polovině 19. století s využitím starších konstrukcí z doby po roce 1600 a následně mnohokrát upravován.

## Popis
Měšťanský dům je nárožní jednopatrová tříosá zděná stavba s atikovým patrem, krytá sedlovou střechou. Empírové průčelí, které je obrácené do náměstí, je omítnuto hladkou omítkou. Je členěno kordonovou římsou a ukončeno korunní římsou nad ní navazuje atikové patro. V přízemí v ose bylo prolomeno výkladní okno, vpravo je pravoúhlý vstup do obchodu, vlevo pískovcový portál zakončený stlačeným obloukem. V patře nasedají okna na kordonovou římsu a jsou zdobená suprafenestrami. V atikovém patře okna nasedají na korunní římsu a jsou v jednoduchých rámech. Patro má hlavní římsu s profilovanými štukovými konzolami na ní je pravoúhlý nástavec s římsou. Boční fasáda je osmiosá, členěná kordonovým pásem, okna jsou v štukových rámech. Fasáda má žlutou barvu, architektonické prvky jsou bílé barvy. Vstupní chodba má valenou klenbu s lunetami, ostatní místností mají plochý strop. V radniční ulici na dům navazuje zděná pilířová brána a přízemní přístavek s atikou krytý sedlovou střechou.